# Cuernos de Amón

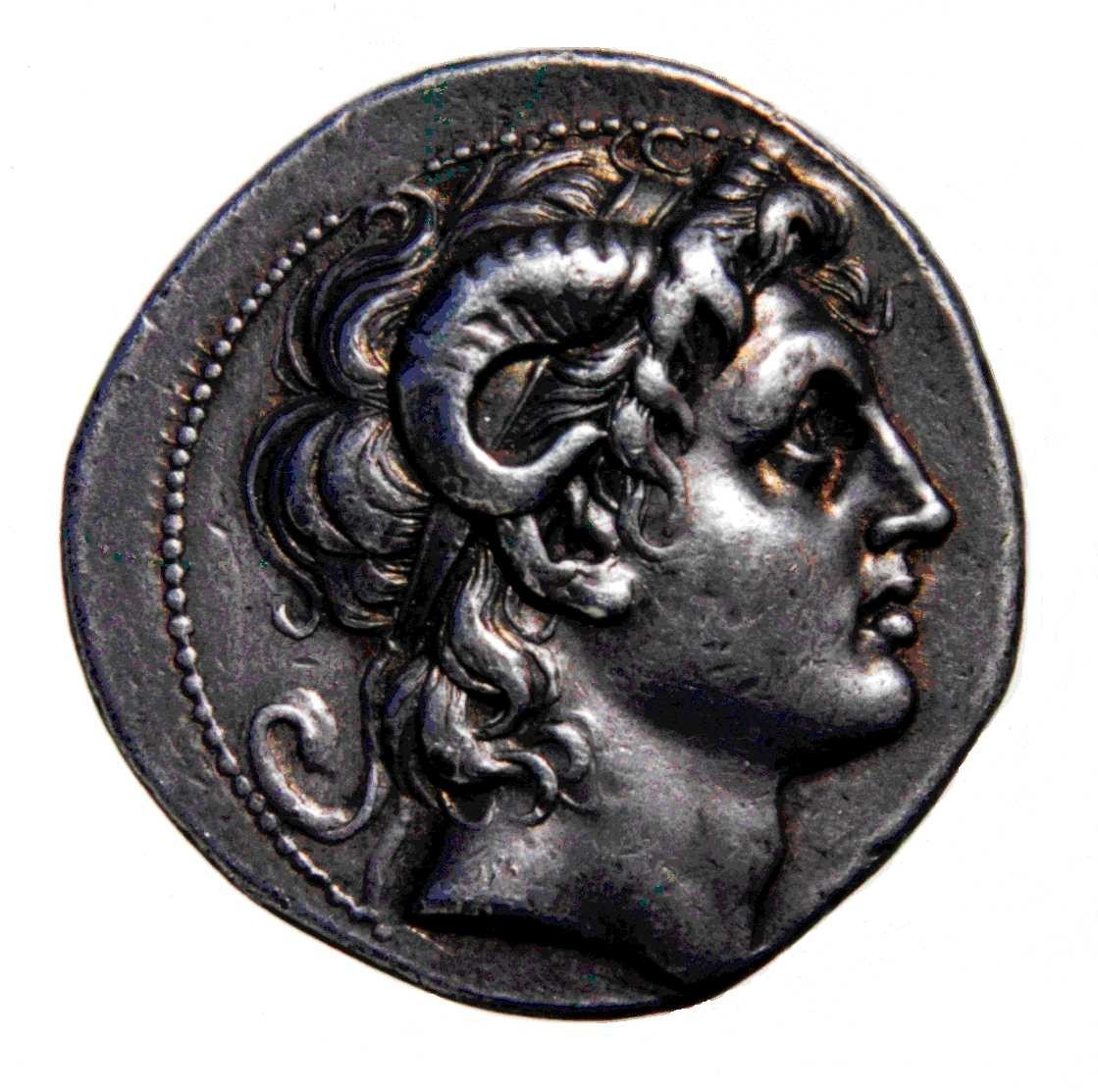
Una moneda que representa a Alejandro Magno, conquistador de Egipto, con cuernos de Amón en su cabeza.

Los cuernos de Amón eran cuernos entroscados de carnero, utilizados como símbolo de la deidad egipcia Amón. Debido a la similitud visual, también se asociaron con las conchas fósiles de caracoles y cefalópodos antiguos, estos últimos conocidos como amonites debido a esa conexión histórica.

## Iconografía clásica

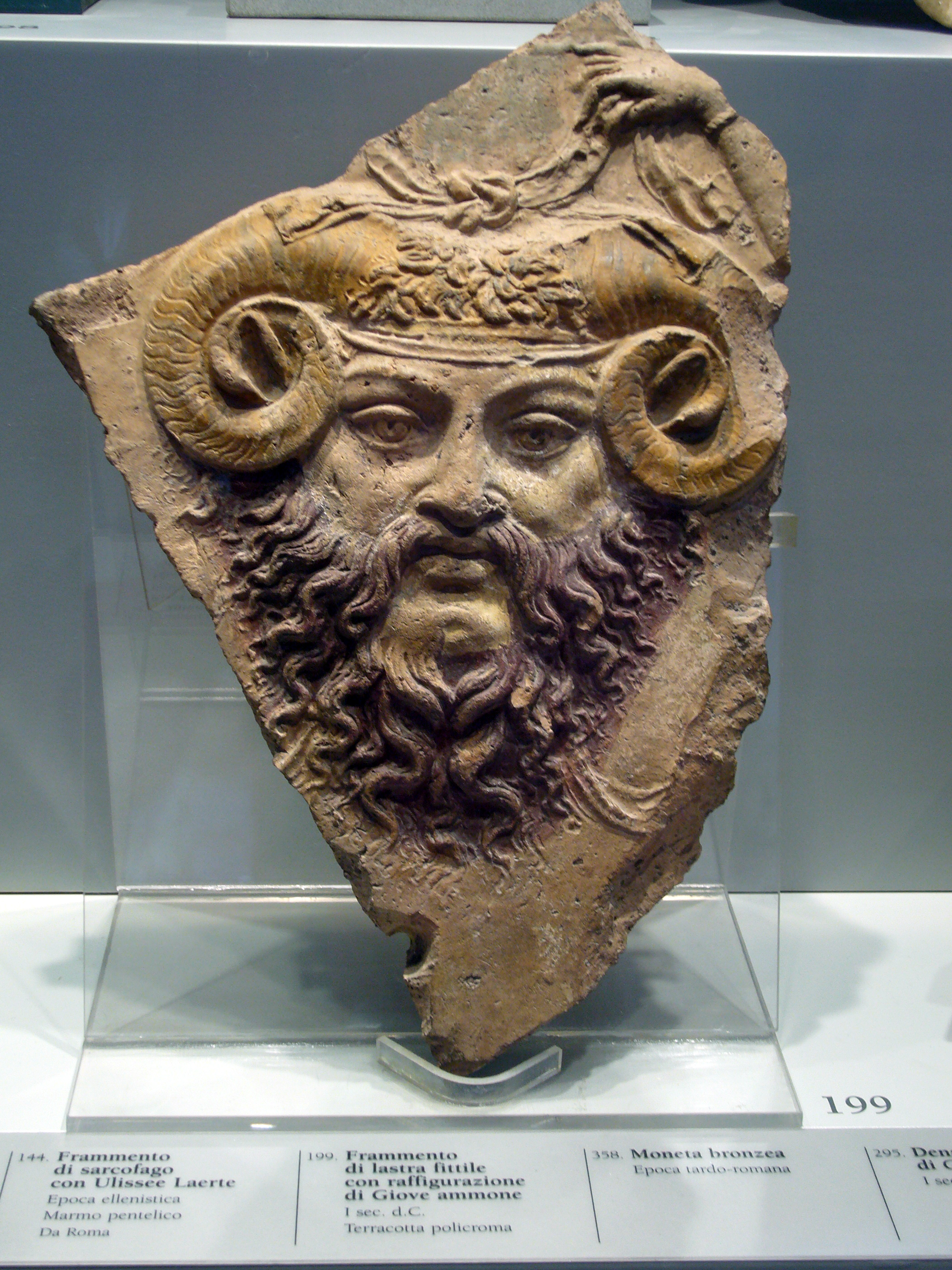
Júpiter Amón, representado en un fragmento de terracota.

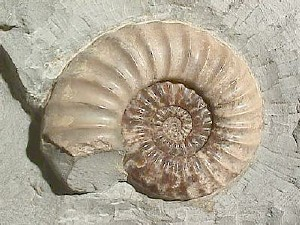
Un fósil de amonite, mostrando su espiral en forma de cuerno.

Amón, eventualmente Amón-Ra, fue una deidad del panteón egipcio cuya popularidad creció con los años, hasta convertirse en una religión monoteísta de manera similar a la propuesta de que la deidad judeocristiana evolucionó a partir del antiguo panteón semítico. Los faraones egipcios llegaron a seguir esta religión por un tiempo, Amenhotep y Tutankamón tomando sus nombres de su deidad. Esta tendencia se extendió, y otros dioses egipcios también fueron descritos a veces como aspectos de Amón.
Amón era a menudo representado con cuernos de carnero, de modo que a medida que esta deidad se convertía en un símbolo de supremacía, los reyes y emperadores llegaban a ser representados con cuernos de Amón a los lados de su cabeza de perfil, así como las deidades no solo de Egipto, sino de otras áreas, de modo que Júpiter fue a veces representado como «Júpiter Amón», con cuernos de Amón, después de que Roma conquistara Egipto, al igual que la deidad suprema griega Zeus. Esta tradición continuó durante siglos, y en el Corán se hace referencia a Alejandro Magno como «El hombre de dos cuernos», en referencia a su representación en las monedas de Oriente Medio  y en las estatuas como si tuviera cuernos de Amón. Su deificación como conquistador implicó que el Oráculo de Delfos lo declarara "«Hijo de Amón». 
Plinio el Viejo fue uno de los primeros escritores conocidos que asoció las conchas espirales con la deidad Amón, refiriéndose a ellas como ammonis cornua (cuernos de Ammón) en su libro Naturalis Historia. Considerando la relativa rareza de los fósiles de amonite en Egipto, esto puede haberse originado con conchas de caracol fósiles como el natica hybrida encontrado en la piedra caliza Mokattam cerca de El Cairo.
La atribución directa de los cuernos de Ammón con conchas fósiles de cefalópodos se hizo común durante la época medieval con menciones de escritores como Georgius Agricola y Conrad Gesner. Esto condujo a una amplia asociación que culminó con el paleontólogo Karl Alfred von Zittel nombrando a la clase de animales Ammonoidea en 1848.